# Ludlow (Kalifornia)
Ludlow (Kalifornia) – miasto (town) w stanie Kalifornia, w hrabstwie San Bernardino. Liczba mieszkańców 10 (2000). Jest położona na pustyni Mojave na wschód od Amboy przy autostradzie międzystanowej nr 40, drodze nr 66 (Route 66) i linii kolejowej. Rezerwat Mojave (Mojave National Preserve) położony jest na północny wschód od osady. 
Ludlow zostało założone w 1883 roku jako punkt uzupełniania wody dla parowozów.  Dzięki usytuowaniu przy drodze nr 66 rozwinęły się usługi związane z obsługą podróżnych. Część miejscowości znajdująca się przy drodze nr 66 została opuszczona w 1973 roku po otwarciu autostrady międzymiastowej nr 40.